# Gare routière de Turku
La gare routière de Turku (finnois : Turun linja-autoasema) est une gare routière située dans le quartier VI de Turku en Finlande.

## Présentation
La gare routière style fonctionnaliste a été conçue par l'architecte municipal Harald Smedberg et l'architecte municipal adjoint Totti Sora. 
La gare routière de Viipuri a servi de modèle pour l'utilisation des espaces, mais surtout dans l'architecture du restaurant et de la rampe lumineuse, on peut également voir l'influence de la gare de l'Est de Stockholm, dessinée par Albin Stark en 1932. 
La gare routière sera achevée en 1938. 
Le rez-de-chaussée était réservé à une salle d'attente, un bureau de gare, une billetterie, un stockage de marchandises et le deuxième étage à un restaurant. 
Les plates-formes d'entrée et de sortie et une aire de stationnement faisaient également partie des plans pour la zone de la gare. 
De nombreux changements ont été apportés à la gare routière et à son intérieur au fil des décennies. Lors de la rénovation intérieure en 1994, l'ancien restaurant a été transformé en bar.
À côté de la gare routière se trouvent deux anciens bâtiments de station d'essence construits dans le même style : au bout du pont Aninkaistensilta se trouve l'ancienne station d'essence Esso et en direction de Puutori se trouve l'ancienne station d'essence Shell.
En mars 2020, Matkahuolto a déménagé sa billetterie dans son terminal de colis situé dans un bâtiment voisin, et le bâtiment principal de la gare routière est resté vide,. 
Le batiment de la gare routière se trouve à environ sept cents mètres de la gare principale de Turku, et un centre de voyage reliant le trafic des trains et des bus est prévu pour les remplacer.

## Protection
Le bâtiment de la gare routière est protégé en tant qu'environnement culturel bâti d'importance nationale, avec le bâtiment du café à côté et l'ancienne station-service Esso.

## Galerie

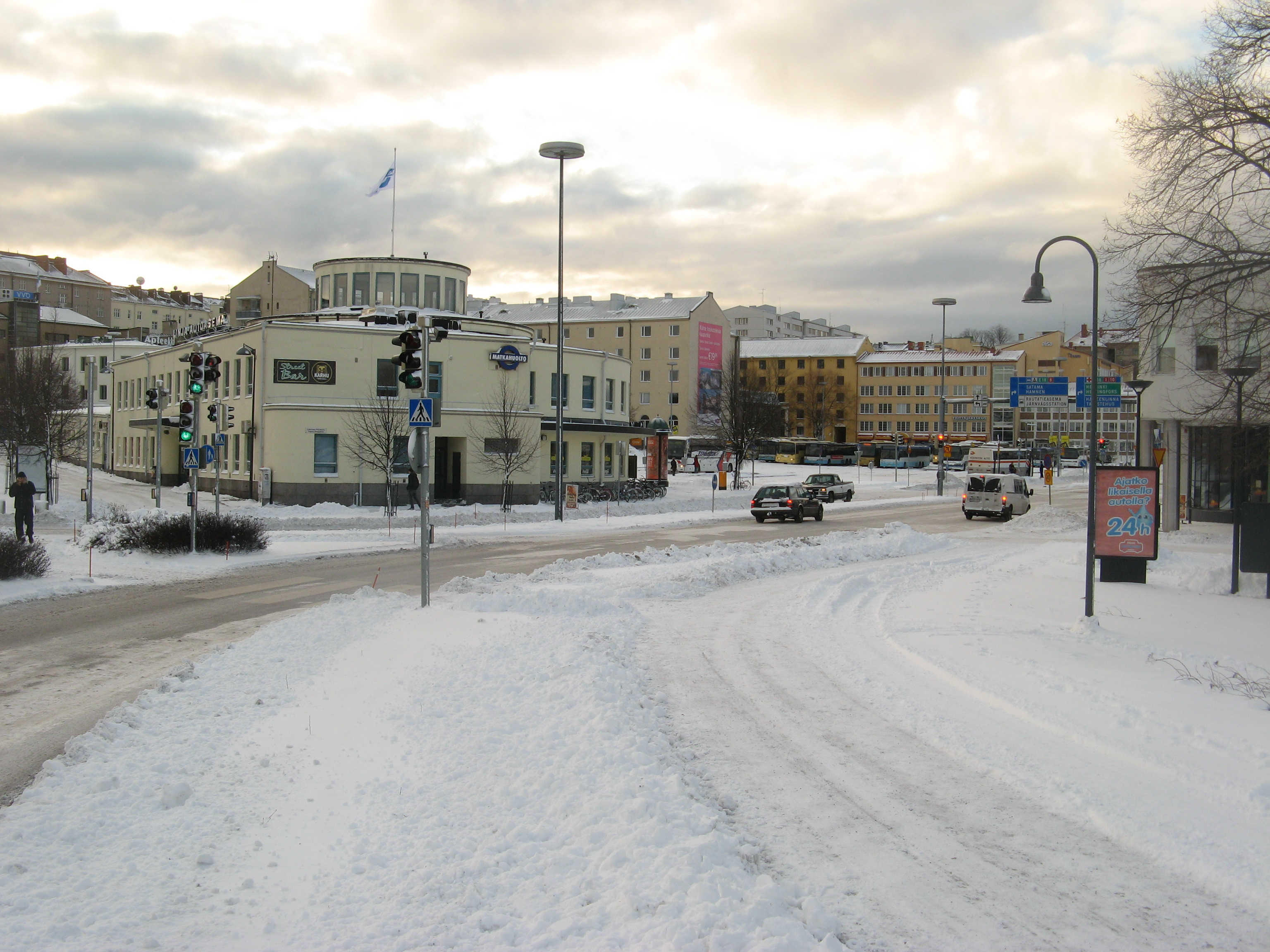
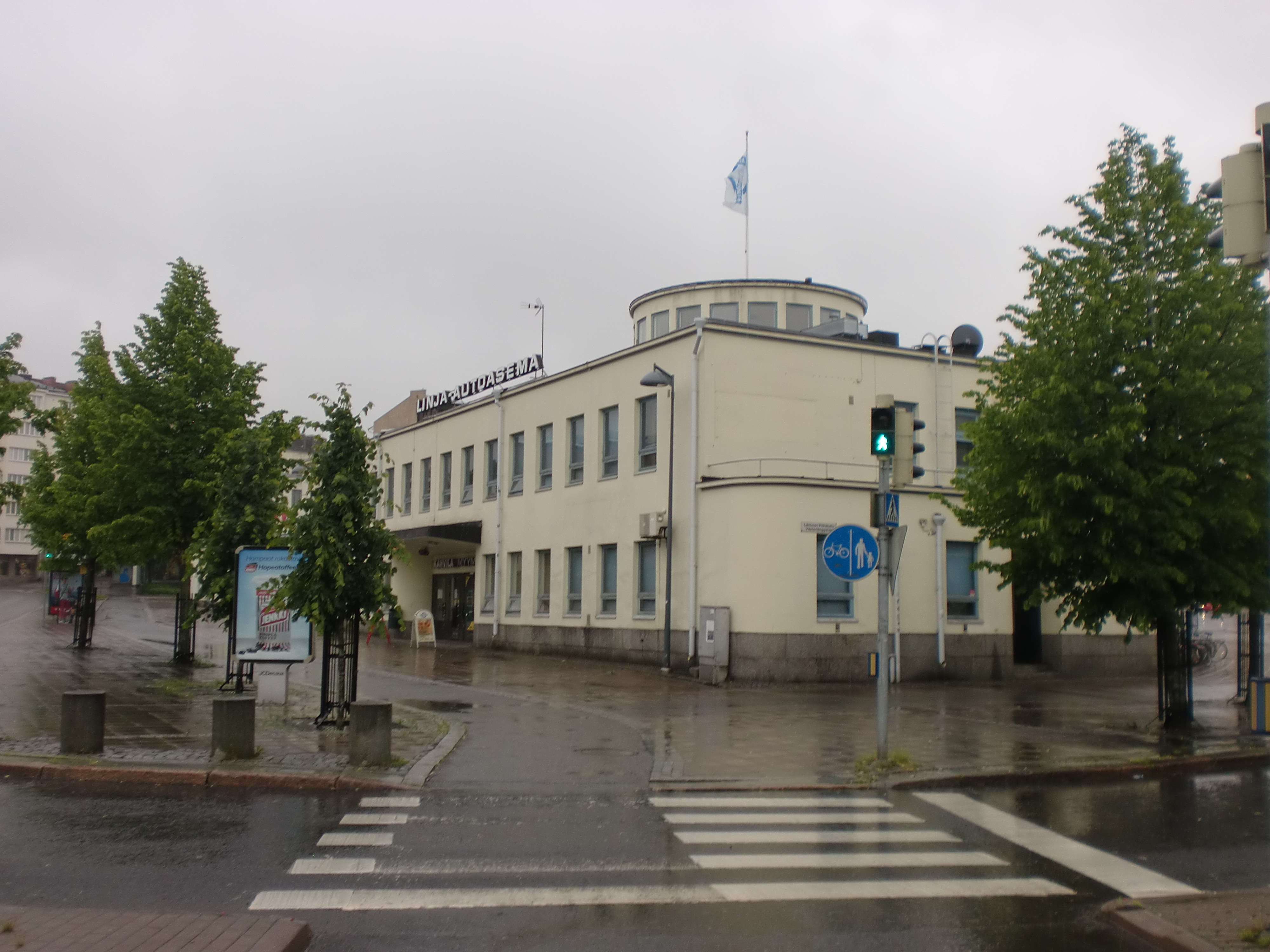
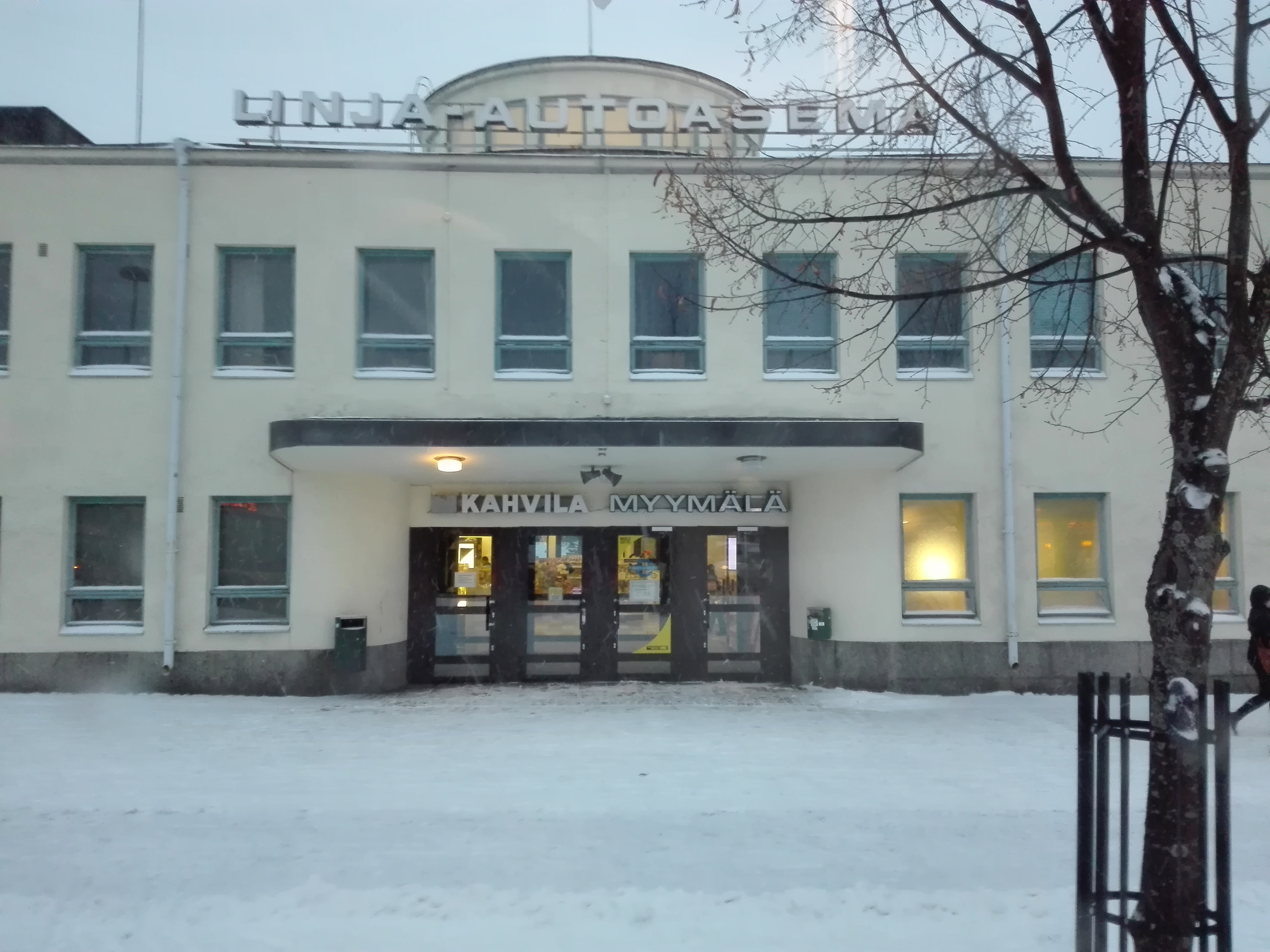
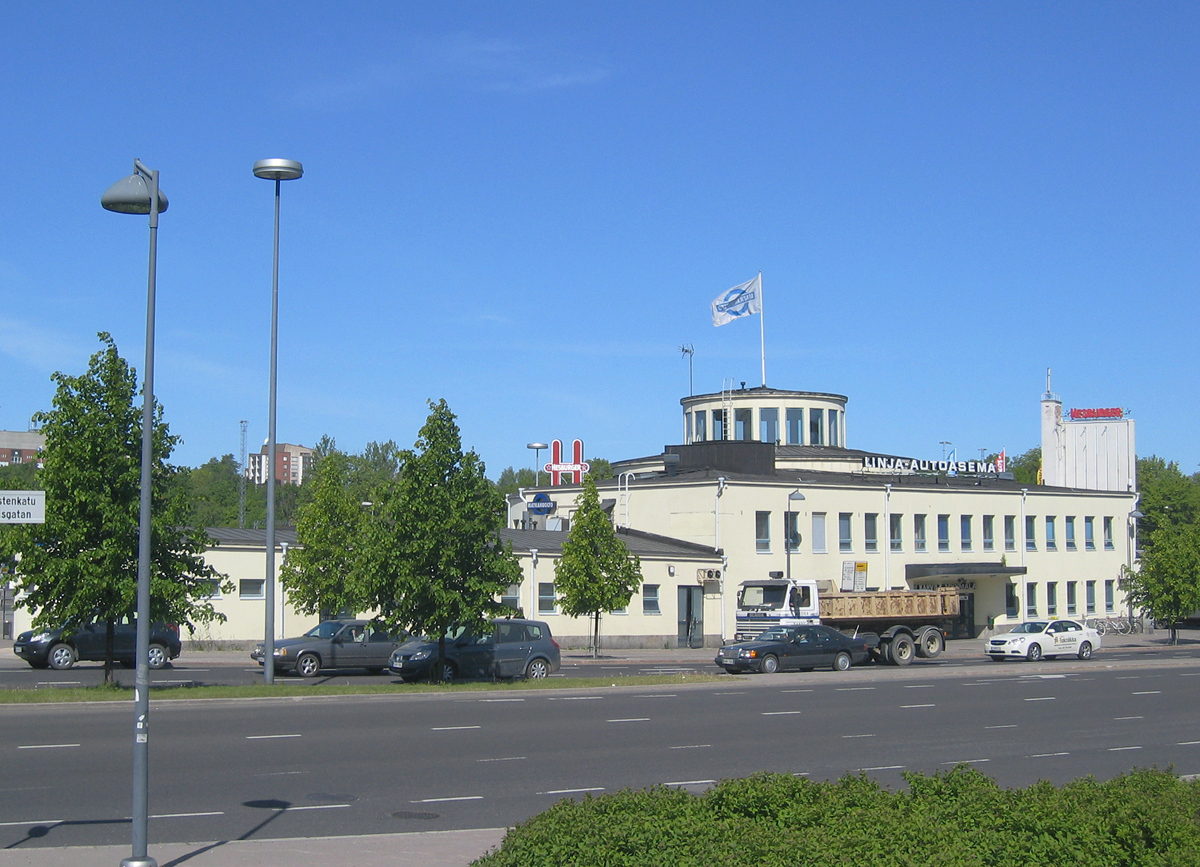